# Tampa
Tampa – miasto w Stanach Zjednoczonych, w stanie Floryda, ośrodek administracyjny hrabstwa Hillsborough, położone na zachodnim wybrzeżu półwyspu Floryda, nad zatoką Tampa, nad ujściem rzeki Hillsborough. Jest to trzecie pod względem wielkości miasto na Florydzie, w 2020 roku liczyło 384 959 mieszkańców. Obszar metropolitalny Tampa–St. Petersburg–Clearwater, zamieszkany przez 3 175 275 osób (2020), jest drugą co do wielkości aglomeracją Florydy.
Według Tampa Bay Times, CompTIA uznała Tampę za jedno z 20 najważniejszych „miast technologicznych” w Stanach Zjednoczonych. Swoje siedziby mają tutaj takie firmy jak Tech Data, Jabil Circuit, WellCare Health Plans, SYKES, Raymond James, The Mosaic Company czy HSN.

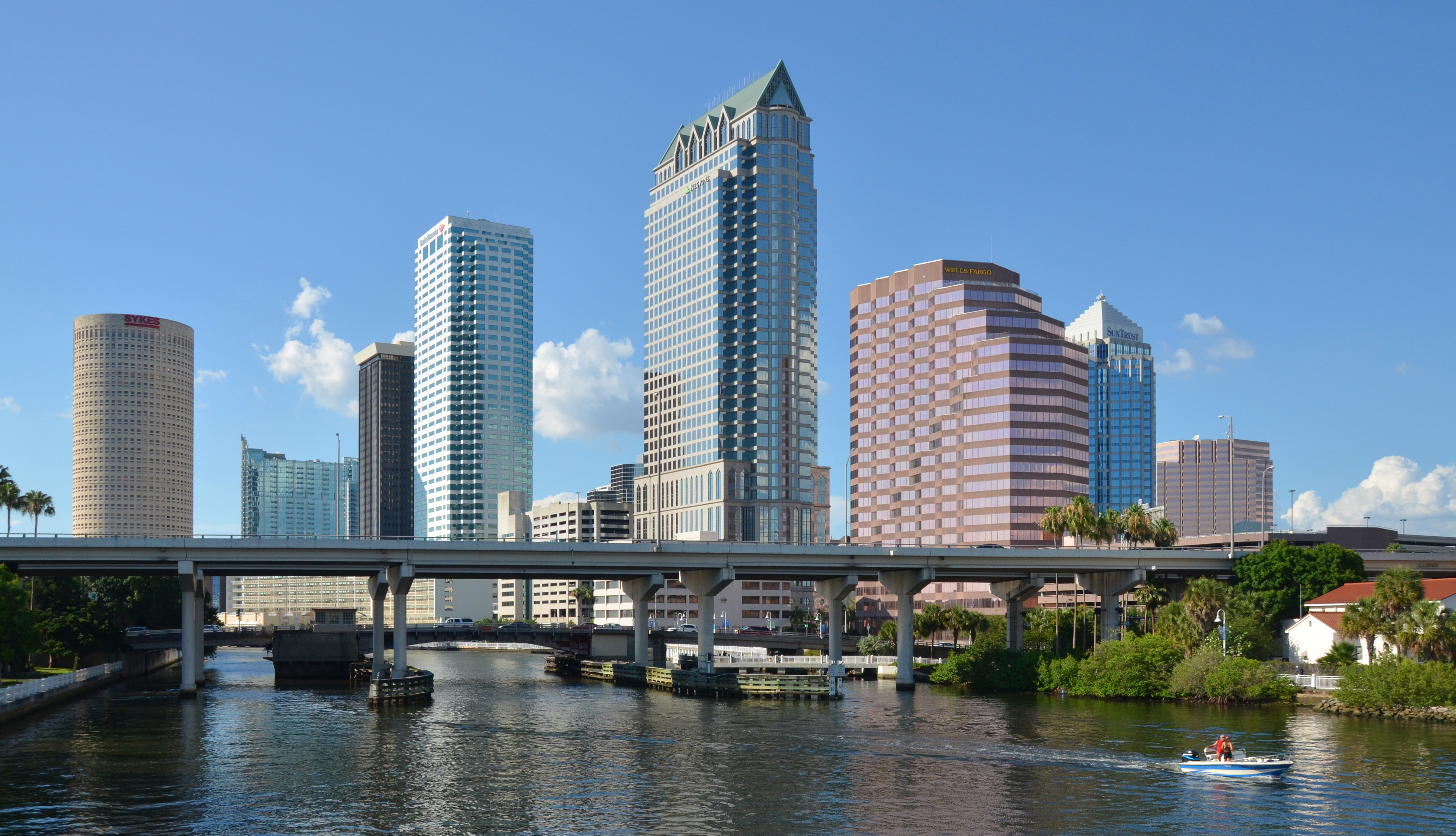
Centrum miasta

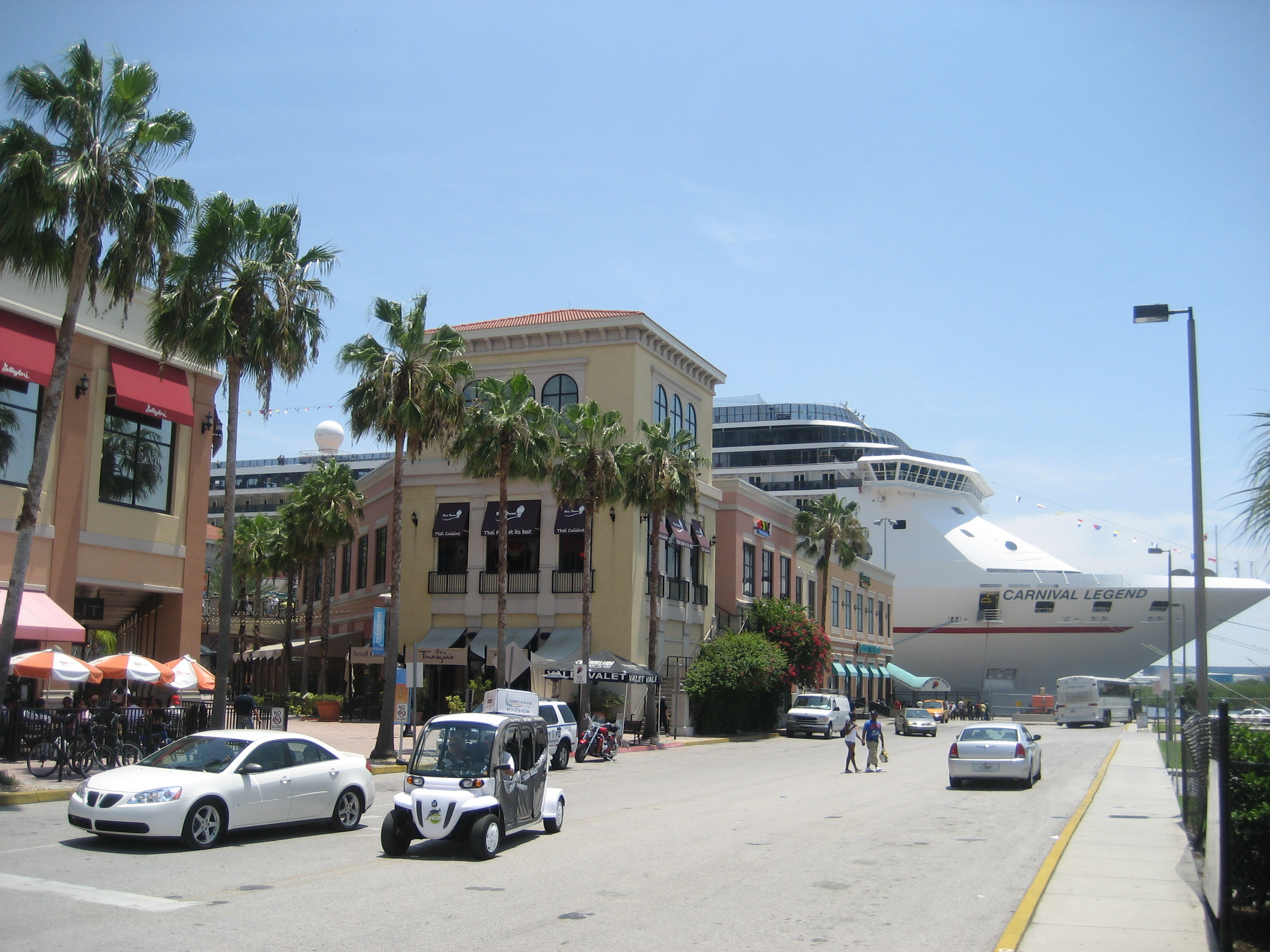
Port morski Tampy.

Port w Tampie jest największym portem głębokowodnym na terenie Florydy.
W mieście znajduje się stacja kolejowa Tampa Union Station.
Na południowym krańcu miasta znajduje się baza wojsk lotniczych MacDill Air Force Base.
W mieście rozwinął się przemysł spożywczy, chemiczny, papierniczy, metalowy oraz stoczniowy.

## Historia

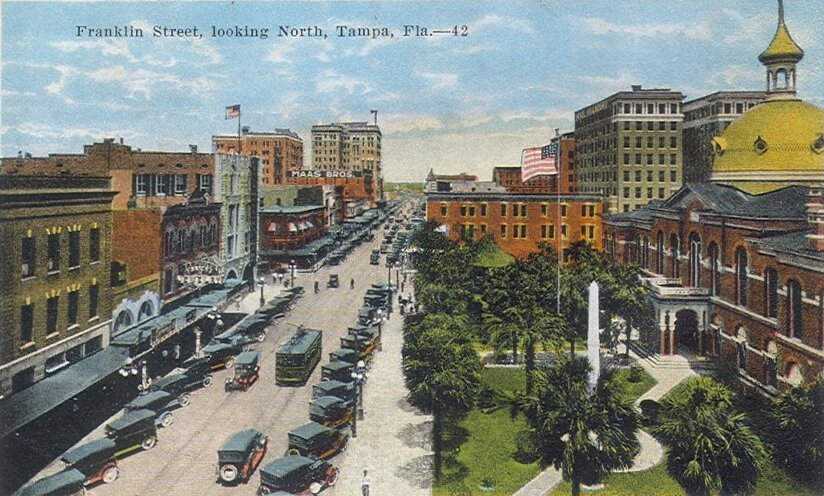
Tampa na pocztówce z 1922 roku, widok na Franklin Street

Osadnictwo w Tampa rozpoczęło się od Fort Brooke, założonego w 1824 roku w celu nadzorowania indiańskiej ludności Seminoli. Wybudowanie w 1884 roku linii kolejowej South Florida Railroad pobudziło wzrost populacji i nowy przemysł. 1891 roku powstał luksusowy hotel Tampa Bay w stylu mauretańskim. Tampa była punktem załadunkowym (1898) dla wojsk zmierzających na Kubę, w tym Theodore’a Roosevelta, podczas wojny hiszpańsko-amerykańskiej.

## Demografia
Według danych z 2019 roku 63,7% mieszkańców stanowiła ludność biała (43,1% nie licząc Latynosów), 23,6% to Afroamerykanie, 5,0% to Azjaci, 3,9% miało rasę mieszaną, 0,11% to rdzenna ludność Ameryki i 0,16% to Hawajczycy i mieszkańcy innych wysp Pacyfiku. Latynosi stanowili 28,4% ludności miasta.
Poza osobami pochodzenia afroamerykańskiego, do największych grup należą osoby pochodzenia kubańskiego (10,3%), niemieckiego (8,3%), „amerykańskiego” (7,5%), portorykańskiego (6,7%), irlandzkiego (6,7%), angielskiego (6,3%), włoskiego (5,7%), meksykańskiego (4,1%) i hinduskiego (2,4%).
Według danych za lata 2010–2015, 74,7% populacji w wieku powyżej 5 lat mówi w domu po angielsku, 18,1% po hiszpańsku, 0,9% kreolskim haitańskim, 0,76% arabskim, 0,58% wietnamskim, 0,49% francuskim, 0,36% chińskim, 0,35% niemieckim i 0,33% włoskim.

## Religia

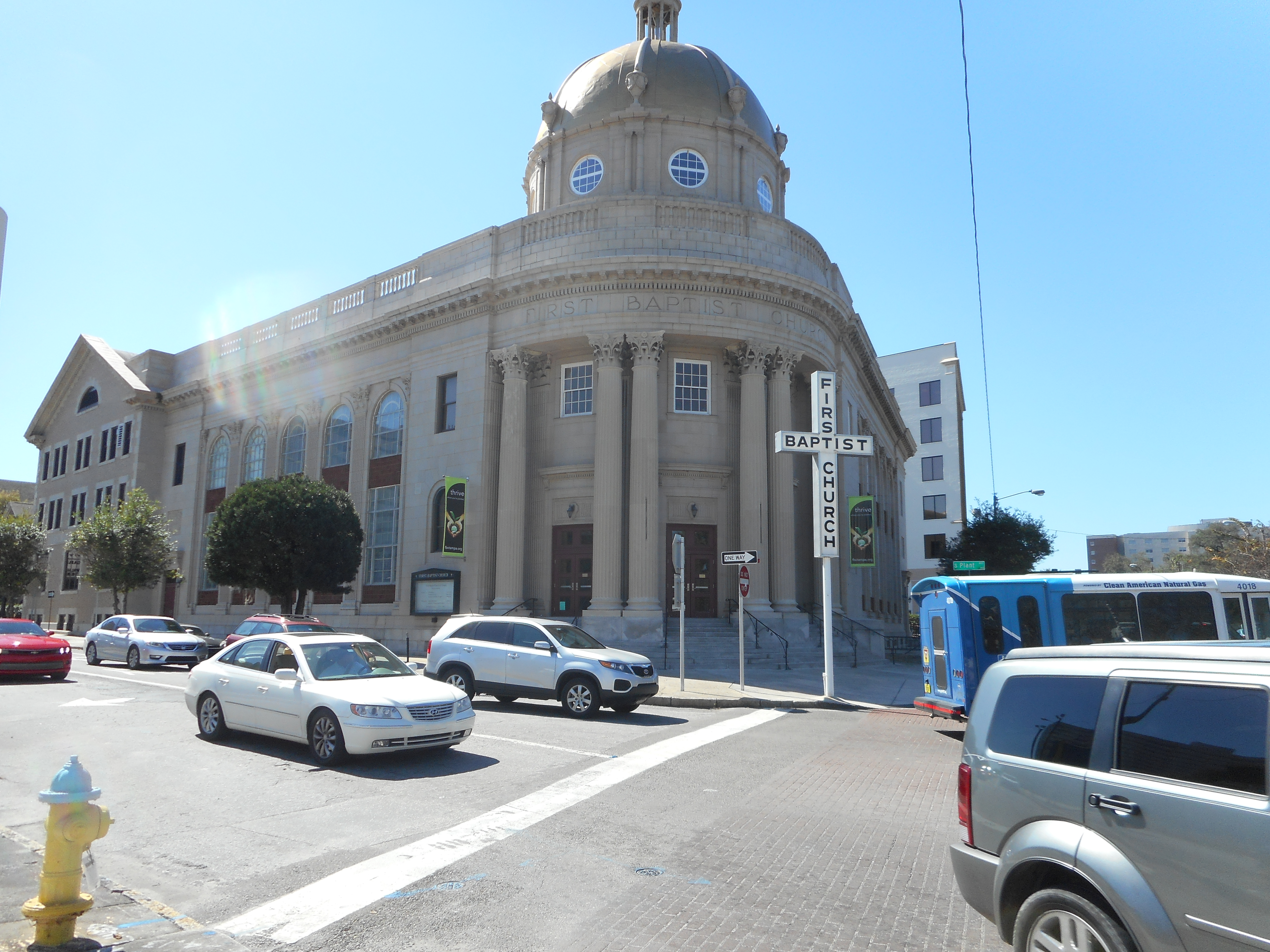
Pierwszy Kościół Baptystów.

Struktura religijna Tampy w 2014 roku:
- protestantyzm – 36%
- bez wyznania – 33% (w tym 4% ateiści i 7% agnostycy)
- katolicyzm – 23%
- inne chrześcijańskie – 3%
- inne religie – 5%.

W 2020 roku największymi grupami religijnymi w aglomeracji Tampy były:
- Kościół katolicki – 734,5 tys. członków w 81 kościołach,
- lokalne bezdenominacyjne zbory ewangelikalne – 261,8 tys. członków w 442 zborach,
- Południowa Konwencja Baptystów – 155,7 tys. członków w 310 zborach,
- Zjednoczony Kościół Metodystyczny – 82,5 tys. członków w 84 kościołach,
- Kościoły zielonoświątkowe (głównie Zbory Boże) – ok. 80 tys. członków w 306 zborach,
- świadkowie Jehowy – 45,2 tys. wyznawców w 163 zborach.

## Uczelnie
- Hillsborough Community College (1968)
- Uniwersytet Południowej Florydy (1956)
- Tampa College (1890; obecnie część Everest University)
- University of Tampa (1931)

## Sport
- Tampa Bay Lightning – klub hokejowy
- Tampa Bay Buccaneers – klub futbolowy
- Tampa Bay Rays – klub baseballowy
- Northdale Golf & Tennis Club – klub golfowy i tenisowy

## Miasta partnerskie
Miasta partnerskie Tampy:

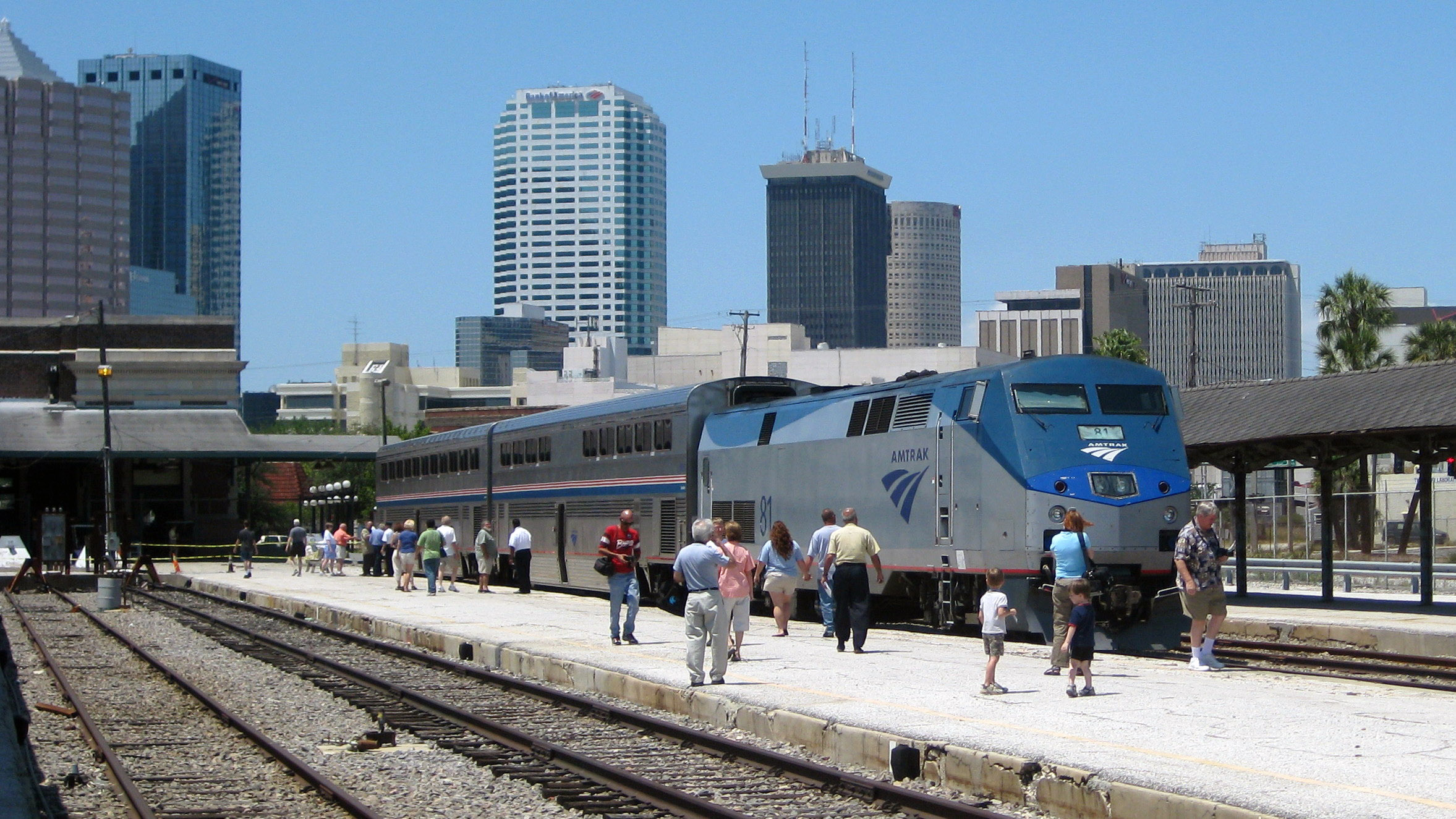
Tampa Union Station.

- Agrigento, Włochy (15.07.1991)
- Aszdod, Izrael (6.05.2005)
- Barranquilla, Kolumbia (6.12.2012)
- Boca del Río, Meksyk (22.08.2002)
- Dublin Południowy, Irlandia (1.04.2015)
- Hawr, Francja (17.11.1992)
- Heraklion, Grecja (31.01.2019)
- Izmir, Turcja (4.02.1993)
- Lanzhou, Chińska Republika Ludowa (18.09.2016)
- Oviedo, Hiszpania (9.04.1992)
- Porto Alegre, Brazylia (24.10.2013)
- Veracruz, Meksyk (22.08.2002)